# Рокфеллер, Лаура Спелман
Ла́ура Селестия «Сэ́тти» Спе́лман Рокфе́ллер (англ. Laura Celestia "Cettie" Spelman Rockefeller; 9 сентября 1839, Огайо, США — 12 марта 1915, Нью-Йорк, США) — американский филантроп, аболиционистка, школьная учительница и супруга самого богатого человека за всю историю человечества — Джона Рокфеллера. Колледж Спелман (Spelman College) в Атланте, штат Джорджия, и Мемориал Лауры Спелман Рокфеллер были названы в ее честь.

## Ранние годы
Лаура Селестия Спелман родилась в Уодсворте, штат Огайо, в семье пуритан Харви Бьюэлла Спелмана (1811—1881) и Люси Генри (1818—1897), янки, переехавших в Огайо из Массачусетса. Харви был аболиционистом, активно участвовал в Конгрегационалистской Церкви, Подземной железной дороге и политике. Спелманы в конце концов переехали в Кливленд, штат Огайо. У Спелмана была старшая приемная сестра, Люси Мария «Лют» Спелман (ок. 1837—1920).

## Карьера и личная жизнь
В Кливленде Лют и Спелман познакомились с Джоном Дэвисон Рокфеллером, когда вместе посещали курсы бухгалтерского учета. Он был старшим сыном Уильяма Эвери «Билла» Рокфеллера (1810—1906) и Элизы Дэвисон (1813—1889).
Позже она вернулась в Новую Англию, чтобы поступить в Oread Institute, планируя стать школьной учительницей. Вернувшись в Огайо, чтобы преподавать, в 1864 году она вышла замуж за Джона. После свадьбы Спелман продолжала активно работать в церкви. Как только семейный бизнес, компания Standard Oil, начал набирать обороты, она посвятила свое время благотворительности и своим детям.
Вместе они были родителями пятерых детей:
- дочь Элизабет (Elizabeth) (1866—1906),
- дочь Алиса (Alice) (1869—1870),
- дочь Альта (Alta) (1871—1962),
- дочь Эдит (Edith) (1872—1932),
- единственный сын Джон Рокфеллер-младший (1874—1960), крупный филантроп и один из ключевых членов семьи Рокфеллеров[6].

На протяжении всей своей жизни семья Рокфеллеров продолжала жертвовать десять процентов своего дохода на благотворительность, включая значительные пожертвования в Колледж Спелман (Spelman College), основанный для обучения чернокожих женщин. Лаура Спелман Рокфеллер умерла 12 марта 1915 года в возрасте 75 лет от сердечного приступа в семейном поместье Кикуит в Покантико-Хиллз, Нью-Йорк.